# Saosin (EP)
Saosin är den andra EP:n från amerikanska post-hardcore-bandet Saosin. Det var deras första skiva släppt på skivbolaget Capitol Records och den utgavs 20 september 2005. Det var även den första skivan med  Cove Reber som sångare istället för Anthony Green. EP:n var inte bandet idé, utan var något som de tvingades släppa under Warped Tour 2005 av sitt skivbolag.
"Bury Your Head" var den enda låten som släpptes som singel. Skivan innehåller även demolåtar från deras debutalbum Saosin, bland annat: "I Wanna Hear Another Fast Song" (som fick namnet "Sleepers" på albumet) och "New Angel" (som fick namnet "I Never Wanted To").
Saosin kallas ibland för Warped Tour EP eller Black EP. Den var aldrig menade som ett officiellt släppt, utan som en gratis sampler som skulle distribueras under Warped Tour. Capitol Records, bandets skivbolag, tillät det inte och släppte den som en EP istället.

## Låtlista
1. "Bury Your Head" – 3:32
2. "I Wanna Hear Another Fast Song" – 2:44
3. "New Angel" – 2:56
4. "Lost Symphonies (Live)" – 3:00
5. "Bury Your Head (Akustisk)" – 4:14